# Saint-Germain-sur-Sarthe
Saint-Germain-sur-Sarthe korábbi község Franciaország Loire mente régiójában, Sarthemegyében. Lakosainak száma 539 fő (2018. január 1.). Saint-Germain-sur-Sarthe Fyé, Coulombiers, Moitron-sur-Sarthe, Piacé, Saint-Aubin-de-Locquenay és Saint-Ouen-de-Mimbré községekkel határos.

2019. január 1-jén Fresnay-sur-Sarthe és Coulombiers korábbi községgel egyesült és az így létrejött Fresnay-sur-Sarthe új község része lett.

## Népesség
A település népessége az elmúlt években az alábbi módon változott:
| Lakosok száma | 568  | 569  | 576  | 552  | 539  |
|               | 2013 | 2015 | 2016 | 2017 | 2018 |